# 'n Toeback
 'n Toeback is een Belgisch bier. Het wordt gebrouwen door Scheldebrouwerij te Meer, een deelgemeente van Hoogstraten.

## Het bier
'n Toeback is een zwaar blond bier met een alcoholpercentage van 9%. Sinds 2019 wordt 'n Toeback gebrouwen als single hop specials. Bij het brouwen van iedere nieuwe batch wordt telkens gebruik gemaakt van een andere markante hop die op 4 verschillende momenten tijdens het brouwproces wordt toegevoegd. Eén van deze momenten is tijdens het zogenaamde 'Drooghoppen' (dry hopping). Tijdens dit proces wordt er als het ware een soort theezakje met extra hop toegevoegd tijdens het lageren. 

## Achtergrond
Het bier werd in 2009 geïntroduceerd onder de naam Straffe Toeback. Na protest vanwege Brouwerij De Halve Maan, die het woord straf claimt, werd de naam in 2011 ingekort.
Op het etiket staan twee wildemannen. Dit is een verwijzing naar Bergen op Zoom, een stad die twee wildemannen in haar wapenschild voert en geboortegrond is van de brouwerij. In 2008 verhuisde Scheldebrouwerij naar België. De wildemannen gaan op stap met de toren van de Sint-Catharinakerk van Hoogstraten. Deze toren is 105 m hoog en daarmee de derde hoogste kerktoren van België en een van de hoogste bakstenen torens ter wereld.

## Prijzen
- 2020 – Brons –  World Beer Awards (Pale beer – Belgian style strong)